# Hoplolabis (Parilisia) forcipula
Hoplolabis (Parilisia) forcipula is een tweevleugelige uit de familie steltmuggen (Limoniidae). De soort komt voor in het Palearctisch gebied.